# ことばドリル
『ことばドリル』は、NHK Eテレで2014年4月7日から放送されている小学1 - 2年向けの国語番組、及び本番組をもとにした公式サイト内にあるドリル教材である。字幕放送、及び視覚障害者向けに副音声による解説放送を行っている。
2014年4月2日の午前9:10 - 9:20に、第1回放送の「にている かな」の先行放送を行った。

## 概要
小学校低学年向けの国語番組では、現在も続いている『おはなしのくに』を除けば、『はじめてのこくご ことばあ!』以来6年ぶりの新番組である。

本番組では、小学校低学年で学ぶ初歩の読み書きを反復練習するに当たって、飽きることなく楽しく身につけることを目的としており、子供たちが楽しめるコント形式を取り入れているのが大きな特徴である。また、本番組の公式サイトでは、本番組で放送したコントと同じ場面・同じ登場人物がそのままドリル教材となっており、ゲームやクイズ形式で読み書きを繰り返し練習できるようになっている。
2022年4月から新たな小学校1 - 2年生向け国語番組として『えるえる』が別枠で開始されているが、2023年度も引き続き同番組と並行して放送される予定。

## 内容
コント
本番組のメインとなっており、初歩の読み書きに関する言語ルールをテーマにしたコントを毎回2本放送（コントは1本につき3分 - 3分30秒程度）。ヨーロッパ企画のメンバーがコントに出演している。コントでは、探検隊や忍者などに扮したヨーロッパ企画のメンバーが読み書きで失敗する様子をコミカルに見せながら、子供たちが楽しみながら身近にある言語ルールを学ぶ形をとっている。
コント終了後には、アニメキャラクターのドリルくん（声：かとうけんそう）が登場して、コントの一場面を使ってゲームやクイズ形式で復習するとともに、ドリルくんが読み書きの言語ルールを間違えないために「ホームページのことばドリル（ドリル教材）で練習しよう」と子供たちに呼びかけている。
ことばアンケート
コントの前半（コントA）と後半（コントB）の合間に、テーマに関連した読み書きの言語ルールの内容についてドリルくんが街頭でインタビューする。
うたっておぼえる漢字ドリル
本番組の最後（第20回のみコントBの前）にドリルくんが歌いながら、小学校低学年で学習する漢字を覚えるコーナー。作詞は飯間浩明、作曲は依田伸隆（10GAUGE）が担当。

## 公式サイト
本番組の公式サイト（外部リンク参照）では、本番組でのコントと同じ場面・同じ登場人物が「ことばドリル」としてそのままドリル教材になっているほか、本番組と連動した「うたっておぼえる漢字ドリル」を公式サイトで提供している。これらのドリル教材は、本番組が独自に開発した教材であり、子供たちが飽きずに楽しく反復練習することで自然と初歩の言語ルールが身につくドリルとなっている。
また、本番組のドリル教材はそのまま印刷することもできるため、本番組の視聴と組み合わせて実際の授業で活用することができるほか、子供たちがパソコンやタブレットを使った個別学習にも対応した形となっている。

## コント出演者
ここでは、本番組で複数回登場したコントと出演者であるヨーロッパ企画メンバーを列記。コント登場回数が1回のみの場合は放送リストのコント出演の欄を参照。当該表記においてAはコントA、BはコントBのことを指し、カッコ内は当該コントのサブタイトルを示す。あるコントの人物が別のコントに出たり、役者が同じ場合同一人物であることがある（例：きゃくAとホンダへんしゅうしゃ）。
| 探検隊コント - ナガノたいちょう（永野宗典） - スワたいいん（諏訪雅） - ホンダたいいん（本多力） - クマ（角田貴志）…第1回A（たてふだのなぞ） - おおかみ（角田貴志）…第2回A（たてふだをつくれ!） - ゆきおとこ（石田剛太）…第7回B（ゆきおとこをつかまえろ） レストランコント - きゃくA（本多力） - ウエイトレス（西村直子） - きゃくB（諏訪雅） - てんちょう（角田貴志）…第3回A（おむらいす?） 忍者コント - ナカガワにんじゃ（中川晴樹） - ホンダにんじゃ（本多力） - わかぎみ（西村直子）…第2回B（にんじゃのぬすみぎき） - じいや（永野宗典）…第2回B（にんじゃのぬすみぎき） - サカイにんじゃ（酒井善史）…第5回A（にんじゃのあいことば） - スワにんじゃ（諏訪雅）…第5回A（にんじゃのあいことば） - との（土佐和成）...第17回A（にんじゃのほうこく） - となりのくにのとの（角田貴志）...第17回A（にんじゃのほうこく） ニュースコント - ニュースキャスター（西村直子） - ディレクター（中川晴樹） - AD（永野宗典） - コメンテーター（角田貴志）…第4回A（やっぱりおかしなニュース） | 刑事コント - ナガノけいぶ（永野宗典） - スワけいじ（諏訪雅） - イイダじゅんさ（酒井善史）…第5回B（かいとうからの よこくじょう） - かいとうワルダ（酒井善史）…第5回B（かいとうからの よこくじょう）、第16回B（どんな よこくじょう？）、第17回B（ながーい よこくじょう） - にがおえ がかりのスミタ（角田貴志）…第10回B（はんにんの かお） - ホンダじゅんさ（本多力）…第10回B（はんにんの かお） 博士とロボットコント - サカイはかせ（酒井善史） - サカイ1ごう（角田貴志） - トサきしゃ（土佐和成） - ホンダきしゃ（本多力） 小説家コント - 面倒田やめる先生（諏訪雅） - ホンダへんしゅうしゃ（本多力） 宇宙飛行士コント - イシダかんせいかん（石田剛太） - トサひこうし（土佐和成） - ホンダひこうし（本多力） コント「スワ家シリーズ」 - おとうさん（諏訪雅） - おかあさん（角田貴志） - ナオコ（西村直子） - おじいちゃん（土佐和成） |

## 放送リスト
- 基本的に午前放送分の本放送の場合、翌週は再放送となる。
- 当該週の放送日が祝日の場合、特別編成の関係から休止となる。ただし、2014年度～2015年度前期には火曜日昼に再放送枠があり、これについては祝日であってもそのまま放送を行っていた。
- 第9回「こわしたの？ こわれたの？」は、当初2014年9月8日に放送する予定だったが、同年10月6日の放送に変更となった。しかし、放送変更日である同年10月6日に台風18号が首都圏へ上陸する可能性が高まったことから、NHK総合テレビで台風18号関連のニュースを優先することになったが、その際に本来ならNHK総合テレビで放送する予定だった国会中継（第187回国会 衆議院予算委員会 予算実施状況集中審議[4]）をNHK Eテレで代替放送したことに伴い、同年10月6日朝の放送は休止となった。これにより、第9回の本放送は同年10月7日昼の放送となり、10月6日朝放送分に関しては10月9日の25:50～26:00（10月10日の1:50～2:00）に延期された[5]。
- 2014年9月8日放送分については、代わりに第10回「おもったこと と 見たこと」を繰り上げ放送することになった。また、これに伴い、同年10月6日放送予定だった第11回「うれしくて たのしくて」も、同年9月22日に繰り上げ放送された。
- 2015年度以降は、2014年度放送分の再放送を行っている。

| 回 | 初回放送日     | タイトル                      | コント脚本        | コントタイトル                                | コント出演 |
| -- | -------------- | ----------------------------- | ----------------- | --------------------------------------------- | --- |
| 1  | 2014年 4月 2日 | にている かな                 | 上田誠            | （コントA） たてふだのなぞ                    | コント出演者の「探検隊コント」を参照 |
| 1  | 2014年 4月 2日 | にている かな                 | 上田誠            | （コントB） ハソバーグ？                      | コント出演者の「レストランコント」を 参照 |
| 2  | 2014年 4月21日 | かなづかいのルール            | 上田誠 西垣匡基   | （コントA） たてふだをつくれ！                | コント出演者の「探検隊コント」を参照 |
| 2  | 2014年 4月21日 | かなづかいのルール            | 上田誠 西垣匡基   | （コントB） にんじゃのぬすみぎき              | コント出演者の「忍者コント」を参照 |
| 3  | 2014年 5月12日 | カタカナでかく ことば         | 上田誠 伊勢村圭太 | （コントA） おむらいす？                      | コント出演者の「レストランコント」を 参照 |
| 3  | 2014年 5月12日 | カタカナでかく ことば         | 上田誠 伊勢村圭太 | （コントB） おかしなニュース                  | コント出演者の「ニュースコント」を 参照 |
| 4  | 2014年 5月26日 | ちいさく かく かな            | 上田誠 伊勢村圭太 | （コントA） やっぱりおかしなニュース          | コント出演者の「ニュースコント」を 参照 |
| 4  | 2014年 5月26日 | ちいさく かく かな            | 上田誠 伊勢村圭太 | （コントB） あやしい かんづめ                 | コント出演者の「探検隊コント」を参照 |
| 5  | 2014年 6月 9日 | はんたいのことば              | 上田誠 伊勢村圭太 | （コントA） にんじゃの あいことば             | コント出演者の「忍者コント」を参照 |
| 5  | 2014年 6月 9日 | はんたいのことば              | 上田誠 伊勢村圭太 | （コントB） かいとうからの よこくじょう       | コント出演者の「刑事コント」を参照 |
| 6  | 2014年 6月23日 | にているけど ちがう ことば    | 上田誠 伊勢村圭太 | （コントA） はかせとロボット                  | コント出演者の「博士とロボットコント」 を参照 |
| 6  | 2014年 6月23日 | にているけど ちがう ことば    | 上田誠 伊勢村圭太 | （コントB） めんどうなグルメ                  | コント出演者の「小説家コント」を参照 |
| 7  | 2014年 7月 7日 | ひとことでいうと？            | 上田誠 伊勢村圭太 | （コントA） ながすぎる ちゅうもん             | コント出演者の「レストランコント」を 参照 |
| 7  | 2014年 7月 7日 | ひとことでいうと？            | 上田誠 伊勢村圭太 | （コントB） ゆきおとこを つかまえろ           | コント出演者の「探検隊コント」を参照 |
| 8  | 2014年 8月18日 | 「ます」と「ました」          | 上田誠 伊勢村圭太 | （コントA） ドッシーはっけん？                | コント出演者の「探検隊コント」を参照 |
| 8  | 2014年 8月18日 | 「ます」と「ました」          | 上田誠 伊勢村圭太 | （コントB） めんどうな どうぶつえん           | コント出演者の「小説家コント」を参照 |
| 9  | 2014年10月 7日 | こわしたの？ こわれ たの？    | 上田誠 伊勢村圭太 | （コントA） あらしのあとは…？                 | コント出演者の「探検隊コント」を参照 |
| 9  | 2014年10月 7日 | こわしたの？ こわれ たの？    | 上田誠 伊勢村圭太 | （コントB） スワ家のいいわけ                  | コント出演者の「コント『スワ家シリー ズ』」を参照 |
| 10 | 2014年 9月 8日 | おもったこと と 見た こと     | 上田誠 伊勢村圭太 | （コントA） うちゅうからの ほうこく           | コント出演者の「宇宙飛行士コント」を 参照 |
| 10 | 2014年 9月 8日 | おもったこと と 見た こと     | 上田誠 伊勢村圭太 | （コントB） はんにんの かお                   | コント出演者の「刑事コント」を参照 |
| 11 | 2014年 9月22日 | うれしくて たのしくて         | 上田誠 伊勢村圭太 | （コントA） ロボ、はじめてのおつかい          | コント出演者の「博士とロボットコント」 を参照 |
| 11 | 2014年 9月22日 | うれしくて たのしくて         | 上田誠 伊勢村圭太 | （コントB） めんどうな ゆうえんち             | コント出演者の「小説家コント」を参照 |
| 12 | 2014年10月20日 | きゅっきゅっ と ぎゅっ ぎゅっ | 上田誠 伊勢村圭太 | （コントA） ロボのおてつだい                  | コント出演者の「博士とロボットコント」 を参照 |
| 12 | 2014年10月20日 | きゅっきゅっ と ぎゅっ ぎゅっ | 上田誠 伊勢村圭太 | （コントB） どこが いたいの？                 | いしゃ（石田剛太） かんごし（西村直子） かんじゃ（諏訪雅） |
| 13 | 2014年11月10日 | どのくらい大きい？            | 上田誠 伊勢村圭太 | （コントA） うちゅうからのSOS！               | コント出演者の「宇宙飛行士コント」を 参照 |
| 13 | 2014年11月10日 | どのくらい大きい？            | 上田誠 伊勢村圭太 | （コントB） スワ家の かくしごと               | コント出演者の「コント『スワ家シリーズ』」を参照 |
| 14 | 2014年11月24日 | だから と だけど              | 上田誠 伊勢村圭太 | （コントA） ロボの ひとだすけ                 | コント出演者の「博士とロボットコント」 を参照 |
| 14 | 2014年11月24日 | だから と だけど              | 上田誠 伊勢村圭太 | （コントB） スワ家だから…                     | コント出演者の「コント『スワ家シリーズ』」を参照 |
| 15 | 2014年12月 1日 | これ と それ                  | 上田誠 伊勢村圭太 | （コントA） ばくだんを かいじょせよ           | コント出演者の「探検隊コント」 を参照 |
| 15 | 2014年12月 1日 | これ と それ                  | 上田誠 伊勢村圭太 | （コントB） スワ家の ちゅうもん               | コント出演者の「コント『スワ家シリーズ』」を参照 |
| 16 | 2015年 1月 5日 | □に □を □して！               | 上田誠 伊勢村圭太 | （コントA） つりばしを わたれ！               | コント出演者の「探検隊コント」 を参照 へび操演（山田はるか） |
| 16 | 2015年 1月 5日 | □に □を □して！               | 上田誠 伊勢村圭太 | （コントB） どんな よこくじょう？             | コント出演者の「刑事コント」を参照 |
| 17 | 2015年1月19日  | くわしくすることば            | 上田誠 伊勢村圭太 | （コントA） にんじゃの ほうこく               | コント出演者の「忍者コント」 を参照 |
| 17 | 2015年1月19日  | くわしくすることば            | 上田誠 伊勢村圭太 | （コントB） ながーい よこくじょう             | コント出演者の「刑事コント」を参照 |
| 18 | 2015年2月2日   | かくときのことば              | 上田誠 伊勢村圭太 | （コントA） ナオコの にっき・その1            | コント出演者の「コントの『スワ家シリーズ』」を参照 |
| 18 | 2015年2月2日   | かくときのことば              | 上田誠 伊勢村圭太 | （コントB） ナオコの にっき・その2            | コント出演者の「小説家コント」を参照、他にナオコが登場 |
| 19 | 2015年2月16日  | しらない人にせつめいする      | 上田誠 伊勢村圭太 | （コントA） しらない人には わからないメニュー | コント出演者の「レストランコント」 を参照、他にサカイ1ごうが登場 |
| 19 | 2015年2月16日  | しらない人にせつめいする      | 上田誠 伊勢村圭太 | （コントB） ロボのアルバイトにっき            | コント出演者の「博士とロボットコント」を参照 |
| 20 | 2015年3月2日   | ほんとうは どうだった？       | 上田誠 伊勢村圭太 | （コントA） ナオコのたんじょうび・その1       | コント出演者の「コントの『スワ家シリーズ』」を参照、他に面倒田やめる先生が登場                                                                                              |
| 20 | 2015年3月2日   | ほんとうは どうだった？       | 上田誠 伊勢村圭太 | （コントB） ナオコのたんじょうび・その2       | コント出演者の「コントの『スワ家シリーズ』」を参照、他に面倒田やめる先生・ホンダひこうし・ゆきおとこ・ナガノたいちょう・サカイ1ごう・かいとうワルダ・ナカガワにんじゃが登場 |

## スタッフ
- コント脚本：上田誠（ヨーロッパ企画）、伊勢村圭太（夕暮れ社 弱男ユニット）、西垣匡基（ヨーロッパ企画）
- 監修：飯間浩明（日本語学者・国語辞典編纂者）[6]
- アニメ・音楽：10GAUGE
- 制作・著作：NHK

## 放送時間
- 2014年度～2015年度前期：月曜日 9:00～ 9:10、火曜日15:30～15:40（再放送）
- 2014年度後期：月曜日 9:00～ 9:10
- 2016年度前期・2017年度前期：月曜日 9:20～ 9:30、火曜日15:30～15:40
- 2016年度後期：月曜日 9:20～ 9:30
- また、本番組の公式サイト（外部リンク参照）でも動画配信を行っている。

### レギュラー枠以外での放送
- 2014年 4月29日… 9:30～ 9:40（第2回放送分の再放送）
- 2014年 7月22日～ 7月25日… 9:00～ 9:10（夏のテレビクラブ内で第1回～第4回放送分の再放送）
- 2014年 7月28日～ 7月30日… 9:45～ 9:55（夏のテレビクラブ内で第5回～第7回放送分の再放送）
- 2014年12月15日～12月19日、12月22日、12月24日～12月25日… 9:00～ 9:10（冬のテレビクラブ内で第8回～第15回放送分の再放送）